# اقتصاد قزاقستان
اقتصاد قزاقستان، تا حد زیادی به بخش کشاورزی متکی است. قزاقستان بیشترین تولید ناخالص داخلی و درآمد سرانه را در میان جمهوری‌های تازه استقلال یافته پساشوروی دارد و از اعضای سازمان همکاری شانگهای است.
این کشور از لحاظ منابع زیرزمینی هم بسیار غنی است، از سال ۱۹۹۳ تاکنون بیش از ۴۰ میلیارد دلار سرمایه‌گذاری خارجی در این بخش انجام شده‌است. همچنین تخمین زده می‌شود که قزاقستان صاحب دومین منابع بزرگ در اورانیوم، کروم، روی و سرب و سومین در منگنز، چهارمین در مس و در مورد زغال سنگ، آهن و طلا نیز در بین ۱۰ کشور اول دنیا قرار می‌گیرد. و همچنین یازدهمین منابع بزرگ هم در نفت و هم در گاز طبیعی را در اختیار دارد.

## بازرگانی

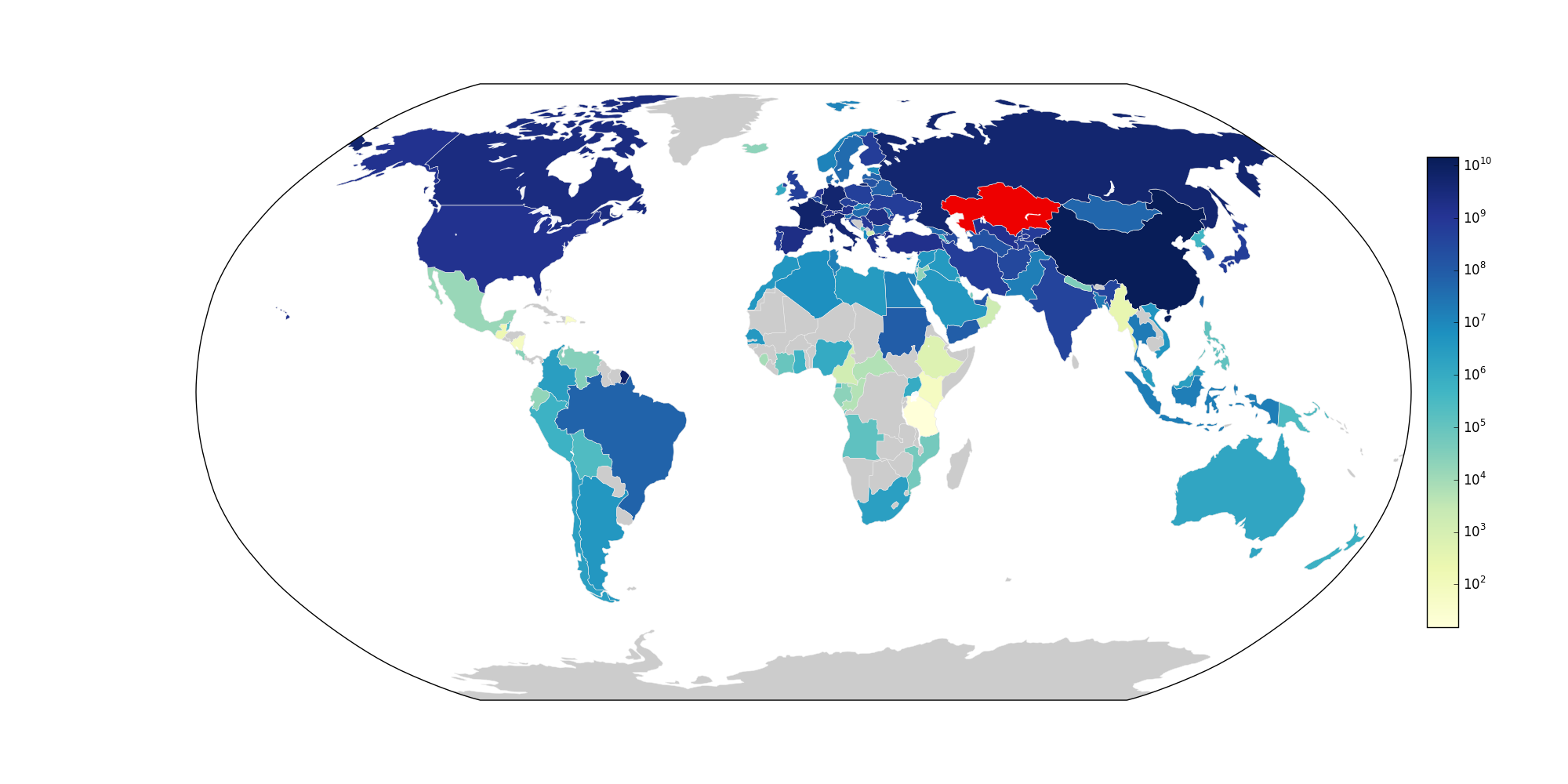
مقاصد صادرات قزاقستان, 2013

قزاقستان دارای 11 مسیر بین قاره ای از جمله مسیرهای راه آهن و جاده و بسیاری از خطوط لوله نفت و گاز است. موقعیت جغرافیایی این کشور امکان انتقال کالا از چین به اروپا را سه تا چهار برابر سریعتر از سایر مسیرها می دهد.درصد صادرات فناوری پیشرفته (به عنوان سهمی از صادرات تولیدی) از قزاقستان از تنها 4.46 درصد در سال 1995 به 37.17 درصد در سال 2014 افزایش یافته است. یکی از عوامل اصلی که باعث این رشد شد، پروژه تجاری سازی فناوری بود که توسط گروه بانک جهانی و دولت قزاقستان توسعه یافته و اجرا شد. از طریق این پروژه، 65 استارت آپ فناوری قزاقستانی بودجه و آموزش دریافت کردند که به آنها کمک کرد تا نوآوری های خود را وارد بازار کنند.
چین یک شریک تجاری مهم برای قزاقستان است. در اواخر مارس 2015 دو کشور 33 قرارداد به ارزش 23.6 میلیارد دلار امضا کردند.گردش مالی تجارت خارجی قزاقستان در سال 2018 بالغ بر 93.5 میلیارد دلار بوده که 19.7 درصد بیشتر از سال 2017 است. حجم صادرات در دوره گزارش 67 میلیارد دلار (+25.7 درصد) و واردات 32.5 میلیارد دلار (9.9+ درصد) بوده است.دولت قزاقستان از طریق انکوباتور QazTrade از صادرکنندگان قزاقستانی که در بازارهای خارجی فعالیت می کنند پشتیبانی می کند. از سپتامبر 2019،طی این برنامه بنگاه ها را انتخاب می‌کند و به آن‌ها در جهت‌یابی بوروکراسی و اتصال به بازارهای خارجی ای که دولت اولویت می‌داند، از قبیل آلمان، ترکیه، امارات متحده عربی، ایران و چین کمک می‌کند.

## صنعت
کشف و استخراج نفت در مناطق غربی در کنار دریای خزر، این کشور را جزو کشورهایی با درصد رشد اقتصادی بالا در میان جمهوری‌های اتحاد شوروی سابق قرار داده‌است.

### فضانوردی
پایگاه فضایی بایکونور در کشور قزاقستان قرار دارد و قدیمی‌ترین پایگاه فضایی جهان است. یوری گاگارین نخستین انسان فضانورد از این پایگاه به فضا سفر کرد. این پایگاه در دوران شوروی سابق و به خاطر موقعیت جغرافیایی مناسب در جمهوری قزاقستان ساخته شد. پس از فروپاشی شوروی، کشور روسیه این پایگاه را تا سال ۲۰۵۰ از قزاقستان اجاره کرده‌است.